# Karang Jadi (Timang Gajah)
Karang Jadi is een bestuurslaag in het regentschap Bener Meriah van de provincie Atjeh, Indonesië. Karang Jadi telt 426 inwoners (volkstelling 2010).